# Hans-Michael Maertens
Hans-Michael Maertens (* 18. März 1939 in Kyritz; † 28. Juni 2015) war ein deutscher Politiker (CDU). Er war von 2002 bis 2006 Mitglied im Landtag Sachsen-Anhalt.

## Ausbildung und Leben
Hans-Michael Maertens studierte nach dem Abitur 1957 in den Jahren 1962 bis 1966 am Institut für Lehrerbildung Potsdam, 1968 bis 1973 machte er ein Abendstudium an der FH Plauen, dass er als Ing.-Oec. abschloss. 1964 bis 1966 arbeitete er als Lehrer, 1966 bis 1990 als Technologe und Programmierer im Eisenhüttenwerk Thale.
Hans-Michael Maertens war verheiratet und hatte drei Kinder.

## Politik
Hans-Michael Maertens war 1990 bis 1994 Stadtrat und Kämmerer sowie 1994 bis 2001 Bürgermeister der Stadt Thale. Seit 2000 war er Mitglied im Orts- und Kreisvorstand der CDU Thale. Er wurde bei der Landtagswahl in Sachsen-Anhalt 2002 im Landtagswahlkreis Quedlinburg (WK 32) mit einem Stimmenanteil von 30,4 Prozent direkt in den Landtag gewählt. Im Landtag war er stellvertretender Vorsitzender des Ausschusses für Finanzen und Mitglied des Unterausschusses Rechnungsprüfung.